# Mario Bava
Mario Bava (Sanremo, 30 luglio 1914 – Roma, 25 aprile 1980) è stato un regista, direttore della fotografia, effettista e sceneggiatore italiano.
È considerato un maestro del cinema horror italiano e del thriller-giallo all'italiana. Nonostante avesse a disposizione budget molto spesso scarsi, tempi di riprese limitati e attori non sempre all'altezza, riuscì a realizzare film divenuti dei cult movie, che diedero vita a generi cinematografici fino ad allora inediti.
La maschera del demonio (1960) fu capostipite dell'horror gotico italiano, con La ragazza che sapeva troppo (1963) inventò il genere del giallo all'italiana, Roy Colt & Winchester Jack (1970) fu tra i primi spaghetti western comici, Cani arrabbiati è stato l'antesignano del cinema pulp, Terrore nello spazio è stato fonte di ispirazione per l'idea e la realizzazione di Alien di Ridley Scott, mentre Sei donne per l'assassino (1964) e Reazione a catena (1971) sono considerati gli antesignani e precursori degli slasher movie. Bava divenne celebre anche per la creazione di effetti speciali e trucchi cinematografici semplici e ingegnosi in un'epoca in cui gli effetti digitali ancora non esistevano.
Il figlio Lamberto è divenuto un noto regista di film horror e fantasy.

## Biografia

### Gli inizi
Bava entrò fin da giovane nel mondo del cinema e collaborò subito con grandi registi, grazie al talento per la costruzione di effetti speciali e impianti di illuminazione, appresi dal padre Eugenio Bava, direttore della fotografia, scenografo e scultore agli albori del cinema italiano. Contribuì alle grandi opere dell'autore, anche il suo grande amore per l'arte pittorica, infatti venne definito dal regista statunitense Raoul Walsh come un vero e proprio maestro con i pennelli.
Bava iniziò la sua carriera in veste di creatore di effetti speciali. Peculiarità del suo lavoro in questo campo furono l'illuminazione e la manipolazione dell'immagine. Durante la Seconda guerra mondiale Bava lavorò per l'Istituto Luce, manipolando filmati di propaganda riguardanti finte vittorie dell'esercito italiano, tra cui un inesistente attacco all'isola di Malta.

### Direttore della fotografia
All'età di venti anni, si sposò e iniziò a creare i titoli di testa delle versioni italiane di film statunitensi. Il primo film cui Bava partecipò in veste di operatore fu Il socio invisibile (1939), diretto da Roberto Roberti, alias Vincenzo Leone, padre di Sergio Leone. Sempre nel 1939, Bava iniziò una collaborazione con Roberto Rossellini. Diresse infatti la fotografia di due cortometraggi diretti dal maestro del neorealismo italiano: Il tacchino prepotente e La vispa Teresa. Nel 1941 conobbe Francesco De Robertis, da lui considerato un maestro.
Tra il 1941 e il 1943 fu operatore alla macchina per molti film di Francesco De Robertis, come La nave bianca (co-diretto da Roberto Rossellini), Uomini sul fondo, Alfa Tau! e Uomini e cieli, di cui diresse anche la fotografia insieme a Carlo Bellerio. Nel 1943 diresse la fotografia del lungometraggio L'avventura di Annabella, diretto da Luigi Menardi. In seguito curò la fotografia per film di registi come Mario Monicelli (Vita da cani, Guardie e ladri, co-diretti da Steno) e Luigi Comencini.

### Le prime regie

Mario Bava

Nel 1946 Bava esordì nella regia cinematografica, dirigendo il cortometraggio L'orecchio. Seguirono altri cinque corti e alcuni documentari, quindi fu messo sotto contratto dalla Lux, celebre casa di produzione cinematografica italiana diretta all'epoca da Carlo Ponti. Lavorò in veste di direttore della fotografia con registi quali Mario Soldati e Aldo Fabrizi.
Nel 1957 diresse la fotografia de I vampiri, diretto da Riccardo Freda, film che viene considerato l'iniziatore dell'horror italiano. Bava curò anche gli effetti speciali (è divenuto celebre l'invecchiamento di Gianna Maria Canale, realizzato senza stacchi di montaggio, grazie all'ausilio di luci colorate e cerone), supervisionò il montaggio e portò a termine le riprese, non venendo però accreditato. Collaborò con Freda altre due volte: nel 1958 per Agi Murad, il diavolo bianco e nel 1959 per l'horror fantascientifico Caltiki il mostro immortale. Anche per questo film, Bava diresse la fotografia e portò a termine le riprese ma non fu accreditato. Inoltre curò gli effetti speciali, usando la trippa per realizzare il mostro protagonista del film, ispirato a quello presente in Fluido mortale (The Blob). Nel 1959 fu anche il direttore della fotografia di Ercole e la regina di Lidia. Inoltre collaborò a Ester e il re di Raoul Walsh.

### La maschera del demonio: il vero esordio
Sempre nel 1959, Bava portò a termine le riprese di La battaglia di Maratona, inizialmente diretto da Jacques Tourneur e Bruno Vailati. Per sdebitarsi, i produttori del film decisero di far esordire Bava nella regia di un lungometraggio. La scelta cadde su La maschera del demonio, diretto nel 1960.

Barbara Steele ne La maschera del demonio

Si tratta del più importante horror gotico italiano e fu interpretato da Barbara Steele, lanciata da questo film come star del genere. Il film, tratto da un racconto di Nikolaj Vasil'evič Gogol' intitolato Il Vij, incassò poco alla sua uscita (circa 139 milioni di lire), ma divenne presto un classico accolto con molti consensi sul mercato distributivo anglosassone. Bava curò anche l'elegante fotografia e gli artigianali, ma efficaci, effetti speciali.

### Lavori successivi
Il lavoro successivo di Bava fu Ercole al centro della Terra (1961), un peplum fantastico contaminato con l'horror, considerato fra i migliori film italiani del genere mitologico. Il film incassò 398 milioni di lire e riscosse un ottimo successo all'estero. Sempre nel 1961, Bava diresse Gli invasori, altro film avventuroso, e portò a termine le riprese di Le meraviglie di Aladino, film iniziato da Henry Levin.

#### Anni sessanta
(Mario Bava)

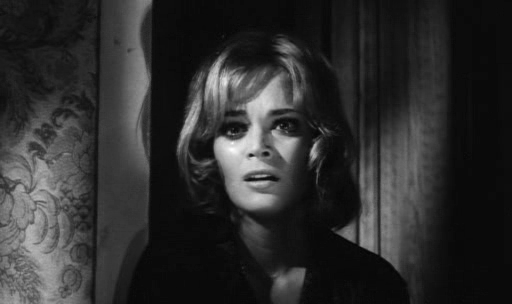
Letícia Román ne La ragazza che sapeva troppo

Nel 1962 Bava diresse La ragazza che sapeva troppo, thriller contaminato con la commedia sentimentale, che fondò il thriller italiano. Alcune sequenze e topoi di questo film verranno ripresi in tutti i thriller italiani successivi, soprattutto da Dario Argento.
Nel 1963 uscì La frusta e il corpo (sotto lo pseudonimo John M. Old) che subì alcune censure riguardanti il rapporto sadomasochistico tra una donna e il suo amante. Il film non ebbe un gran successo, incassando 72 milioni di lire.
Sempre nel 1963 uscì il film a episodi I tre volti della paura. Nel finale del film, con Boris Karloff a cavallo, la macchina da presa mostra allo spettatore, con uno zoom all'indietro, il set, svelando così la finzione cinematografica. Questo è considerato un caso rilevante di metacinema. Il film ha ispirato inoltre il nome di una delle più importanti rock band della storia, i Black Sabbath, da alcuni ritenuti gli iniziatori del genere heavy metal. Fu il bassista Geezer Butler a proporre il nome al gruppo riprendendolo dal film, che nei paesi anglofoni aveva, come titolo, appunto "Black Sabbath".
Nel 1964 fu la volta di Sei donne per l'assassino, che codificò definitivamente il thriller italiano. Il film mostra vari omicidi uno diverso dall'altro, inoltre porta in scena per la prima volta un assassino dal volto coperto che indossa un impermeabile e un paio di guanti.

Nel 1965 diresse il suo unico film di fantascienza, Terrore nello spazio, fortemente contaminato con l'horror. Il film è considerato un esemplare significativo in questo ambito e ispirerà Alien di Ridley Scott e fu realizzato con pochi mezzi e con scenografie ridotte al minimo. Bava raccontò di aver avuto a disposizione solo due grandi rocce, che spostava per tutto il set. Il film ebbe un discreto successo negli Stati Uniti, dove fu distribuito dall'American International Pictures, famosa rifornitrice di drive-in.

Il killer mascherato di Sei donne per l'assassino

Nel 1966 Bava tornò al gotico dirigendo Operazione paura, film pieno di invenzioni visive. Nel 1967 morì Eugenio Bava. L'anno successivo il figlio diresse una versione molto pop di Diabolik, tratto dal celebre fumetto. Il film fu prodotto da Dino De Laurentiis, grazie al quale Bava si ritrovò a disposizione il budget più consistente della sua carriera: 200 milioni di lire. Il regista riuscì comunque nell'impresa di non spendere tutti i soldi a disposizione, però non fu molto contento del film, lamentandosi del fatto che De Laurentiis gli avesse imposto di non girare scene efferate per paura della censura. De Laurentiis propose a Bava di dirigere un sequel, ma il regista rifiutò seccamente. Nel 1969 girò in Spagna Il rosso segno della follia, thriller di un sarcasmo feroce.

### I western
Bava si cimentò anche con il genere western, dirigendo ufficialmente due film: il "serio" La strada per Fort Alamo, diretto usando lo pseudonimo John Old, e il parodistico Roy Colt & Winchester Jack. Inoltre co-diresse, non accreditato, con Antonio Román anche Ringo del Nebraska. Di entrambi i film venne stampata una versione cartacea di cineromanzi.

### L'autocritica
Bava fu sempre molto critico con i suoi film, spesso denigrandoli apertamente. Ad esempio Le spie vengono dal semifreddo (1966), commedia interpretata da Franco e Ciccio, il thriller erotico Quante volte... quella notte e 5 bambole per la luna d'agosto.

### Anni settanta
Reazione a catena (1971) aprì la strada alla creazione di un altro genere, lo slasher, e ispirò la serie Venerdì 13. Si tratta di un film spietato, in cui Bava dimostra il suo disinteresse verso il genere umano, ed è noto anche per i molti sperimentalismi, soprattutto l'uso disinvolto del fuori fuoco.
Nel 1972 fu la volta di Lisa e il diavolo, che ebbe molti problemi con la produzione e ha avuto due versioni. Quella rimontata con l'aggiunta di alcune scene di esorcismo, dal produttore Alfred Leone, intitolata La casa dell'esorcismo è stata sempre rifiutata dal regista, che infatti non la firmò.
Nello stesso anno Bava girò Gli orrori del castello di Norimberga, omaggio all'horror gotico nel momento in cui l'horror italiano andava in un'altra direzione dopo l'avvento di Dario Argento.

Una scena di Cani arrabbiati

Ma quello che è considerato da taluni il vero capolavoro del regista non è un horror, bensì un thriller: Cani arrabbiati è il film maledetto di Bava, realizzato nel 1973, non arrivò mai nelle sale, bloccato dal fallimento della casa di produzione. Solo nel 1995 è stato recuperato ed è uscito in DVD, con il titolo Semaforo rosso.

### Gli ultimi lavori
Dopo Cani arrabbiati Bava diresse altri due film. Schock (1977) è un horror psicologico interpretato da Daria Nicolodi e alcune sequenze furono dirette da Lamberto Bava, che fece così il suo esordio nella regia. La Venere d'Ille è un film per la televisione co-diretto con il figlio Lamberto.
Nel 1980 Bava curò alcuni effetti speciali riguardanti Inferno, diretto da Dario Argento. In particolare, realizzò la sequenza in cui la Mater Tenebrarum si trasforma nella Morte e alcuni modellini riguardanti i grattacieli di New York.
Bava morì il 25 aprile 1980 per infarto, poco prima di iniziare le riprese di un nuovo film che si doveva intitolare Star Express e doveva segnare il suo ritorno alla fantascienza. La sua salma è tumulata nel cimitero Flaminio a Roma.

## Estetica e stile
Mario Bava è noto principalmente per un uso espressionistico del colore. Film come Sei donne per l'assassino e Terrore nello spazio mostrano colori intensi e forti che aggrediscono e quasi ipnotizzano lo spettatore.
Anche le scenografie sono una parte importante del lavoro di Bava, soprattutto nei suoi horror gotici come Operazione paura, I tre volti della paura e La maschera del demonio. Significative anche le scenografie pop di Diabolik.
Il suo stilema più noto fu lo zoom, espediente molto utilizzato nel cinema di genere italiano degli anni Sessanta e Settanta. Bava fu uno dei primi registi italiani ad utilizzarlo, e lo inseriva nei suoi film spesso in maniera considerata esagerata da alcuni critici (come in 5 bambole per la luna d'agosto o Terrore nello spazio).
Grazie anche al suo ingegno e ai trucchi già citati riuscì a camuffare ambientazioni girate in realtà con mezzi molto esigui.

## Omaggi
(Martin Scorsese)
Mario Bava è ammirato da molti registi statunitensi. Martin Scorsese, Tim Burton, Joe Dante, John Landis, Nicholas Winding Refn e Quentin Tarantino hanno più volte dichiarato di essersi ispirati a lui.
- Tim Burton nel suo Il mistero di Sleepy Hollow cita esplicitamente La maschera del demonio. Inoltre rimase molto sorpreso quando, durante la presentazione del suo film avvenuta a Roma, alcuni giornalisti italiani ammisero di non conoscere Mario Bava[9]. Quentin Tarantino ha invece dichiarato che dietro ogni sua inquadratura c'è il genio di Mario Bava. Le dichiarazioni di questi registi sono contenute nel documentario trasmesso da Sky nel 2004, Mario Bava - Operazione Paura, diretto da Gabriele Acerbo e Roberto Pisoni. Il documentario contiene inoltre interviste e dichiarazioni di Dario Argento, Daria Nicolodi, Dino De Laurentiis, Ennio Morricone, Roger Corman, Mario Monicelli, Sergio Stivaletti, Lamberto Bava, Roman Coppola, John Phillip Law, Elke Sommer e Alfred Leone.
- Sempre Tim Burton lo cita nel sequel Beetlejuice Beetlejuice come regista preferito di uno dei protagonisti.
- Anche Federico Fellini omaggiò Bava: nel suo Toby Dammit, episodio del film collettivo Tre passi nel delirio, è infatti presente una bambina che ricorda molto quella presente in Operazione paura (che in realtà era un bambino). In realtà l'omaggio pare più un plagio, tanto che Fellini non aveva mai avvertito Bava della sequenza presente nel suo film. Bava se ne accorse guardando il film al cinema[2].
- Roman Coppola girò nel 2001 CQ, inserendo molte citazioni di Diabolik.
- David Lynch, nell'ultimo episodio della serie televisiva I segreti di Twin Peaks, omaggiò Bava filmando la sequenza in cui l'agente Dale Cooper viene inseguito dal suo doppio malvagio, evidente riferimento all'analoga scena presente in Operazione paura.
- Tra le altre citazioni da segnalare quella di Arrivederci amore, ciao (2005), diretto da Michele Soavi, che ripropone la famosa scena di Schock, nella quale Daria Nicolodi è stesa sul letto e dall'alto la macchina da presa mostra i suoi capelli muoversi in modo strano, ribellandosi alla forza di gravità.

- È citato anche da Stephen King nel romanzo "L'Acchiappasogni".[10]

## Progetti irrealizzati
Bava ebbe molti progetti irrealizzati nella sua carriera: oltre al già citato Star Express aveva in mente altri film di fantascienza: Anomalia, Star Riders e Il vagabondo delle stelle.
Baby Kong doveva essere la storia del figlio di King Kong. La sceneggiatura era già pronta, così come gli effetti speciali. Il film doveva essere girato a Ponza, ma non fu mai realizzato in quanto nello stesso anno era in uscita il King Kong prodotto da De Laurentiis.

## Critica
(Roger Corman su Mario Bava)
La critica italiana ha sempre considerato Bava un regista di B-movie. I soli apprezzamenti riguardavano gli effetti speciali dei suoi film. Solo dopo la sua morte è iniziata una rivalutazione della sua opera. Viceversa, negli Stati Uniti e in Francia è stato subito considerato un maestro dell'horror.

## Filmografia

### Regista

#### Cinema
- Caltiki il mostro immortale, co-regia con Riccardo Freda - non accreditato (1959)
- La battaglia di Maratona, co-regia con Jacques Tourneur e Bruno Vailati - non accreditato (1959)
- La maschera del demonio (1960)
- Ester e il re, di Raoul Walsh - regia della versione italiana (1960)
- Le meraviglie di Aladino, co-regia con Henry Levin (1961)
- Ercole al centro della Terra (1961)
- Gli invasori (1961)
- La ragazza che sapeva troppo (1963)
- I tre volti della paura (1963)
- La frusta e il corpo (1963)
- Sei donne per l'assassino (1964)
- La strada per Fort Alamo (1964)
- Terrore nello spazio (1965)
- I coltelli del vendicatore (1966)
- Operazione paura (1966)
- Ringo del Nebraska, co-regia con Antonio Román - non accreditato (1966)
- Le spie vengono dal semifreddo (1966)
- Diabolik (1968)
- 5 bambole per la luna d'agosto (1970)
- Il rosso segno della follia (1970)
- Roy Colt & Winchester Jack (1970)
- Reazione a catena (1971)
- Gli orrori del castello di Norimberga (1972)
- Quante volte... quella notte (1972)
- Lisa e il diavolo (1973)
- Cani arrabbiati (1974)
- La casa dell'esorcismo (1975) - versione rimontata di Lisa e il diavolo
- Schock (1977)

#### Televisione
- Odissea, regia di Franco Rossi - sceneggiato televisivo, regia episodio Polifemo; regia 2° unità; effetti speciali (1968)
- I futuribili - serie di caroselli per la Mobil (1970)
- La Venere d'Ille, episodio di I giochi del diavolo, co-regia con Lamberto Bava - film TV (1979)

#### Cortometraggi
- L'orecchio – documentario (1946)
- Anfiteatro Flavio (1947)
- Santa notte (1947)
- Leggenda sinfonica (co-regia con Riccardo Melani) (1947)
- Variazioni sinfoniche (1947)
- L'amore nell'arte (1950

### Direttore della fotografia (lista parziale)
- Sant'Elena, piccola isola, di Umberto Scarpelli e Renato Simoni (1943)
- L'avventura di Annabella, di Leo Menardi (1943)
- Uomini e cieli, di Francesco De Robertis (1946)
- L'elisir d'amore, di Mario Costa (1947)
- La chiesa del Gesù, di Arturo Gemmiti (1947)
- Natale al campo 119, di Pietro Francisci (1947)
- Follie per l'opera, di Mario Costa (1948)
- Antonio di Padova, di Pietro Francisci (1949)
- Miss Italia, di Duilio Coletti (1950)
- Quel bandito sono io, (Her Favorite Husband), di Mario Soldati (1950)
- Vita da cani, di Mario Monicelli e Steno (1950)
- È arrivato il cavaliere!, di Mario Monicelli e Steno (1950)
- Canzone di primavera, di Mario Costa (1951)
- Guardie e ladri, di Mario Monicelli e Steno (1951)
- Amor non ho... però... però, di Giorgio Bianchi (1951)
- La famiglia Passaguai, di Aldo Fabrizi (1951)
- La famiglia Passaguai fa fortuna, di Aldo Fabrizi (1952)
- Papà diventa mamma, di Aldo Fabrizi (1952)
- Gli eroi della domenica, di Mario Camerini (1952)
- Perdonami!, di Mario Costa (1953)
- Il viale della speranza, di Dino Risi (1953)
- Balocchi e profumi, di F. M. De Bernardi e Natale Montillo (1953)
- Villa Borghese, di Gianni Franciolini (1953)
- Cose da pazzi, di Georg Wilhelm Pabst (1954)
- Terza liceo, di Luciano Emmer (1954)
- Graziella, di Giorgio Bianchi (1954)
- Hanno rubato un tram, di Aldo Fabrizi (1954)
- Buonanotte... avvocato!, di Giorgio Bianchi (1955)
- Le avventure di Giacomo Casanova, di Steno (1955)
- Non c'è amore più grande, di Giorgio Bianchi (1955)
- La donna più bella del mondo, di Robert Z. Leonard (1955)
- Mio figlio Nerone, di Steno (1956)
- Orlando e i paladini di Francia, di Pietro Francisci (1956)
- I vampiri, di Riccardo Freda e Mario Bava (1957)
- Città di notte, di Leopoldo Trieste (1958)
- Le fatiche di Ercole, di Pietro Francisci (1958)
- La morte viene dallo spazio, di Paolo Heusch (1958)
- Ercole e la regina di Lidia, di Pietro Francisci (1959)
- Agi Murad, il diavolo bianco, di Riccardo Freda (1959)
- Caltiki il mostro immortale, di Riccardo Freda e Mario Bava (1959)
- La battaglia di Maratona, di Bruno Vailati e Mario Bava (1959)

### Effetti speciali (lista parziale)
- I vampiri, regia di Riccardo Freda (1957)
- Le fatiche di Ercole, regia di Pietro Francisci (1958)
- La morte viene dallo spazio, regia di Paolo Heusch (1958)
- Ercole e la regina di Lidia, regia di Pietro Francisci (1959)
- Caltiki il mostro immortale, regia di Riccardo Freda (1959)
- La battaglia di Maratona, regia di Bruno Vailati e Mario Bava (1959)
- Inferno, regia di Dario Argento - non accreditato (1980)

## Documentari sul suo lavoro
- Mario Bava maestro of the macabre di Charles Prece e Garry S. Grant (2000)
- Mario Bava - Operazione Paura di Gabriele Acerbo e Roberto Pisoni (2004)
- Bava speaks di Patrick O'Brien (2006)